# 요시다 사치오
요시다 사치오(일본어: 吉田 幸生, 1980년 4월 6일 ~ )는 일본의 전 축구 선수이다.

## 구단 경력
과거 산프레체 히로시마, 에히메 FC에서 활동하였다.